# Fourneville
Fourneville – miejscowość i gmina we Francji, w regionie Normandia, w departamencie Calvados.
Według danych na rok 1990 gminę zamieszkiwały 343 osoby, a gęstość zaludnienia wynosiła 50 osób/km² (wśród 1815 gmin Dolnej Normandii Fourneville plasuje się na 555. miejscu pod względem liczby ludności, natomiast pod względem powierzchni na miejscu 729.).